# Vila Seca e Bem da Fé (Bendafé)
Vila Seca e Bendafé (oficialmente: União das Freguesias de Vila Seca e Bem da Fé) é uma freguesia portuguesa do município de Condeixa-a-Nova, com 16,27 km² de área e 896 habitantes (censo de 2021). A sua densidade populacional é 55,1 hab./km².

## História
Foi constituída em 2013, no âmbito de uma reforma administrativa nacional, pela agregação das antigas freguesias de Vila Seca e Bem da Fé (Bendafé) e tem a sede em Vila Seca.

## Demografia
A população registada nos censos foi:
| Distribuição da População por Grupos Etários | Distribuição da População por Grupos Etários | Distribuição da População por Grupos Etários | Distribuição da População por Grupos Etários | Distribuição da População por Grupos Etários | Distribuição da População por Grupos Etários |
| -------------------------------------------- | -------------------------------------------- | -------------------------------------------- | -------------------------------------------- | -------------------------------------------- | -------------------------------------------- |
| Antes da agregação                           |                                              |                                              |                                              |                                              |                                              |
| Ano                                          | 0-14 anos                                    | 15-24 anos                                   | 25-64 anos                                   | >= 65 anos                                   | Total                                        |
| 2001                                         | 121                                          | 113                                          | 567                                          | 278                                          | 1079                                         |
| 2011                                         | 113                                          | 91                                           | 500                                          | 284                                          | 988                                          |
| Após a agregação                             |                                              |                                              |                                              |                                              |                                              |
| Ano                                          | 0-14 anos                                    | 15-24 anos                                   | 25-64 anos                                   | >= 65 anos                                   | Total                                        |
| 2021                                         | 89                                           | 79                                           | 426                                          | 302                                          | 896                                          |